# Goolwa Barrages

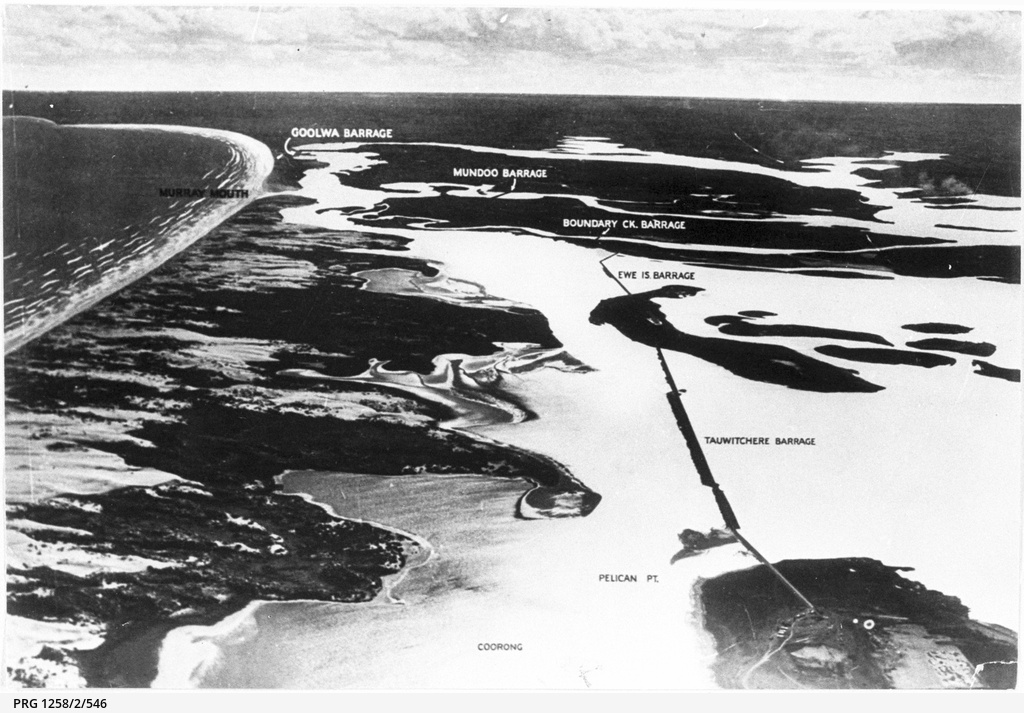
Luftbild mit Blick über die Sperrwerke von Südosten nach Nordwesten

Die Goolwa Barrages sind ein System von fünf Sperrwerken an der Mündung des Murray River in South Australia, Australien.
Die 1940 fertiggestellten Sperrwerke trennen die Mündung des Flusses und die mit ihr in Verbindung stehende haffartige Coorong-Lagune von dem weiter landeinwärts anschließenden Lake Alexandrina. Sie wurden errichtet, da ansonsten durch die Gezeitenströmung besonders in der Trockenzeit und bei mehrjährigen Dürreperioden, durch den geringen Niedrigwasserabfluss des Murray River in allen Gewässern flussaufwärts bis Wellington, 50 Kilometer von der Küste entfernt, also einschließlich Lake Alexandrina und Lake Albert, das Süßwasser durch Meerwasser verdrängt werden würde mit einer entsprechenden Beeinträchtigung des Grundwassers und der Uferzonen. 
Der Name für das System der Sperrwerke leitet sich von der Stadt Goolwa ab, die an der Mündung des Murray River liegt. Die Sperrwerke verbinden die Sir Richard Peninsula bei Goolwa im Westen über verschiedene Inseln mit Pelican Point auf der Narrung Peninsula im Osten. Der Fahrweg, der über die Sperrwerke und die Inseln führt, ist über 26 Kilometer lang. 
Von Goolwa aus gesehen beginnt das Sperrsystem mit dem eigentlichen 650 Meter langen Goolwa Barrage, das den Hauptarm des Murray River zwischen Sir Richard Peninsula auf dem Festland und Hindmarsh Island absperrt. Das folgende Mundoo Barrage verbindet Hindmarsh Island mit Mundoo Island. Boundary Creek Barrage verbindet als Nächstes Mundoo Island mit Ewe Island. Zwischen Ewe Island und Tauwitchere Island folgt sodann Ewe Island Barrage. Schließlich verbindet Tauwitchere Barrage die kleine Insel Tauwitchere Island mit Pelican Point, das auf dem Gebiet der Siedlung Narrung im Coorong District liegt.